# Hieracium chlorodes
Hieracium chlorodes es una especie de planta con flor del género Hieracium, de la familia Asteraceae, orden Asterales.

## Distribución
Hieracium chlorodes se distribuye por Suecia, Alemania, Austria, Liechtenstein, República Checa y Hungría.

## Taxonomía
Fue descrita científicamente por (Dahlst.) Dahlst. Fue publicada en Kongl. Svenska Vetensk. Acad. Handl., n.f., 26(3): 148 (1894).